# NGC 2932
NGC 2932 је група звезда у сазвежђу Једра која се налази на NGC листи објеката дубоког неба.
Деклинација објекта је - 46° 55' 0" а ректасцензија 9h 35m 54,0s. Привидна величина (магнитуда) објекта NGC 2932 износи 14,2. NGC 2932 је још познат и под ознакама ESO 261-**10.